# Exocentrus alboseriatus
Exocentrus alboseriatus es una especie de escarabajo longicornio del género Exocentrus, subfamilia Lamiinae. Fue descrita científicamente por Gahan en 1894.
Se distribuye por Laos, Birmania, Nepal y Vietnam. Mide 4,5-8,5 milímetros de longitud. El período de vuelo ocurre en los meses de abril, mayo, junio y julio.